# グレイホーク自由都市
グレイホーク自由都市（グレイホークじゆうとし、英: Free City of Greyhawk）は、ゲーム上に存在する架空の都市国家である。グレイホーク市(Greyhawk City)、「フラネスの宝石」とも呼ばれており、ダンジョンズ&ドラゴンズ・ファンタジー・ロールプレイングゲーム用のワールド・オブ・グレイホーク・キャンペーンセッティング内に存在する。このセッティングが最初にフォリオ版として、その後ボックスセットとして共にワールド・オブ・グレイホーク の名で出版されて以来、「グレイホーク」の語はしばしばキャンペーン世界設定全体を表す言葉として使用されてきたが、世界のこの部分を表す適切な語はフラネスである。時折、この自由都市の支配している土地もまたグレイホークと称されることがあるが、その地域を表す適切な語はグレイホーク直轄領 である。

## 初期の展開
1972年、デイヴ・アーンソンのブラックムーア城ゲームの実演を見学した後で、ゲームデザイナーとしてゲイリー・ガイギャックスは、後にダンジョンズ&ドラゴンズとして知られるようになるルールセットを、アーンソンと共同開発することに合意した。ガイギャックスはプレイヤー達が探検することのできる城とダンジョンというアイデアが気に入り、グレイホーク城と呼ばれる彼自身の架空の場を作り上げ、それをゲームのテストと開発に使用した。
ガイギャックスの最初のセッションからおよそ1ヶ月後、彼はプレイヤーのキャラクター達が財宝を売り払ったり休息場所を見つけることのできる場所であるグレイホーク市を近隣に作成した。ガイギャックスのプレイヤー達がより遠方を探索してゆくにつれ、グレイホークの周囲の土地は次第に完全な世界に成長していった。
1980年、ガイギャックスはザ・ワールド・オブ・グレイホーク と呼ばれる彼のホーム・キャンペーンの詳細をフォリオ（二つ折り版）で出版した。これがグレイホーク市に関して最初に出版された情報となった。

## 出版履歴
1983年、TSR社はザ・ワールド・オブ・グレイホーク ボックスセットを発売してフォリオ版に代わる新版とした。これはこの都市自体と著名な市民の幾人かに関するより詳細な情報と、都市内に配置される幾つかの小冒険の背景情報が含まれていた。
1985年、ゲイリー・ガイギャックスがTSRを追放される直前に、彼はゴード・ザ・ローグ 小説シリーズの最初の2篇を執筆し、それらはグレイホーク市とそのむさ苦しい下層社会に関する、興味深い詳細情報を提供した。
ガイギャックスが去り、この都市の構想を進める権利はTSRのものとなった。1988年、TSRはジム・ウォードのハードカバー資料集であるグレイホーク・アドベンチャーズ を出版した。これはこの都市に関する追加情報とそこに住む興味深いキャラクターをもたらした。
1989年にTSRによって出版されたザ・シティ・オブ・グレイホーク ・ボックスセットは、自由都市に関する最も完全な製品である。ボックスセットには以下が含まれる。
- ジェム・オブ・ザ・フラネス―グレイホーク自由都市と周辺地域の地名辞典 、ダグラス・ナイルズ、96ページの冊子
- フォークス、フューズ・アンド・ファクションズ：ザ・グッド、ザ・バッド、アンド・ザ・イン-ビトゥウイーン―都市を構成する人々 、カール・サージェントとリク・ローズ、96ページの冊子
- 3枚の地図（都市の街路、都市の下水道、グレイホークの周辺地域）
- 都市のポスター
- 23枚の「アドベンチャー・カード」、8.5×11インチ（約21.6×28cm）のカードにこの都市でのアドヴェンチャーの概要が両面に印刷されていた

その翌年、上記のボックスセットと関連して、TSRはリチャードとアン・ブラウンによる冒険モジュール3部作―WGA1ファルコンズ・リベンジ 、WGA2ファルコンマスター 、WGA3フレイムズ・オブ・ザ・ファルコン ―を出版し、これらはグレイホーク市を舞台として、「ザ・ファルコン」と呼ばれる謎めいた悪役を中心にして話が進行された。
4つ目のWGA（ワールド・オブ・グレイホーク・アドベンチャーズ）シリーズのモジュールである、WGA4ヴェクナ・ライブズ！ はファルコン・シリーズではないが、やはりグレイホーク市を舞台としていた。トレジャー・オブ・グレイホーク （1992年）とリターン・オブ・ジ・エイト （1998年）は2作とも完全にこの都市内に設定されていた。
1992年発売の別のボックスセットであるフロム・ジ・アッシュズ は、ワールド・オブ・グレイホーク・セッティング全体の時系列をグレイホーク戦争終戦直後の10年後に進め、この都市の状況に関する情報と、この都市の追加アドベンチャーカードが含まれていた。
TSRがウィザーズ・オブ・ザ・コーストに吸収合併された後、ワールド・オブ・グレイホーク・セッティングは再び更新され、この時期の出版物はグレイホーク：ジ・アドベンチャー・ビギンズ （1998年）、リビング・グレイホーク・ガゼティア （2000年）、エクスペディション・トゥ・ザ・ルーインズ・オブ・グレイホーク （2007年）などがあり、同じく戦後期のこの都市に関する情報を提供した。

## この都市に関する出版済情報の概要
以下は上記の様々な出版済の資料から、プレイヤーが参照可能な情報を要約したものである。

### 歴史

#### 前史
グレイホーク―その名の由来はこの地方に棲息する小型の灰鷹―は元来、地元の木材と織物を専門に扱うセリンタン川沿いの交易開拓地であった。やがて町には強靱な織物の生産と食肉加工業が発展した。最終的に、グレイホークは「セリンタン地方伯」の称号を持つ領主の支配を受けるようになった。彼の息子はハードバイ女権君主の娘と結婚した。この婚姻は、後にグレイホーク直轄領として知られるようになる地域である、セリンタン地方伯領統治の基盤となる政治的同盟を強固なものとした。
CY4年、グレイホークはエアディ大王国の支配下に入り、強力な歴代大王達がロークスのクジャク石の玉座から支配する間、その状態のままであった。CY3世紀までに、大王達が悪の道に陥り、遠方の属領に対する彼らの支配力が弱まるにつれて大王国のこの都市への影響力は衰え始めた。

#### 興隆、低迷と回復
CY310年頃、魔法使いザギグ(Zagig)・イラジャーンが荒野海岸から現われ、贈賄によって執政会議の一員となった。それから間もなく、執政会議はザギグを市長に選出した。
グレイホークはそれ以降、ザギグ市長の指導体制の下で名声を受け興隆した。彼は法を改革し、新たな通貨を流通させ、市壁を強化し、市の最初の大学を設立し、多数の建設計画に着手した。だが最も注目すべきは、彼が近隣のグレイホーク城の建設を指揮したことである
。
ザギグ（後にはザギグ(Zagyg)と改名）は時と共にどんどん常軌を逸していったが、彼の統治は自由都市の歴史において最も印象的であり、広範囲にわたる繁栄をこの地域にもたらした。ザギグはグレイホークが「フラネスの宝石」であると宣言し、この愛称が適切であることを証明するために多くのことを為し、ダイヴァースや他の競合都市を強く苛立たせた。だが、「狂大魔道士」はCY421年、地方伯の称号を継ぐ後継者を持たないまま、何の手がかりも残さずに行方知れずとなった。
CY498年、ザギグの失踪から数十年の後、地方伯領と地方伯の称号は廃止され、自由都市の執政会議が政治上の権力を受け継いだ。グレイホークは1世紀以上もの間、大王国の統治から実質的には独立していたが、新市長となったパリンはグレイホークが自由都市であることを公式に宣言した。
その直後、ハードバイを指導する女性達がハードバイをグレイホークから脱退させ女絶対君主の政権を打ち立てたため、市はハードバイと荒野海岸の支配権を失った。この国土喪失により自由都市の景気は悪化し、この状況は数十年間継続した。幸いにもグレイホーク城直下のダンジョンや近隣の場所で財宝が発見されたことで、ある種のゴールドラッシュが起こり、グレイホークの景気は6世紀の後半には充分に回復した。

#### グレイホーク戦争と戦後の状況
グレイホーク自由都市はフラネス中の多くの国々とは異なり、いわゆるグレイホーク戦争への直接の関与はしていなかったが、CY584年にグレイホーク市で停戦協定が結ばれたため、この戦争には市の名前が冠された。
最新のグレイホーク・キャンペーンの時系列は、グレイホーク戦争終結から6年後のCY591年とされた。この戦争は幾つかの重要な影響を市に与えた。とりわけ社会的不穏状態が、ハードバイと荒野海岸の沿岸都市であるセイフトンとナーウェルを再び執政会議の統治下に入るように追い込んだことが挙げられる。しかしながら、この動きを引き起こしたのは主としてポマージからのタロッシュ・マク率いる人型生物の侵略者への恐怖であったため、状況がある程度落ちついてからは女絶対君主と荒野海岸の沿岸都市は、再び独立を目指して策謀している。
同じく戦争の結果として、市は新たな市民の流入を受けた。これらの一部は裕福な外交官であり、一部は見せかけの肩書きと偽造証明書類を買うことによりグレイホーク市の財源に大いに寄与した「貴族」である。しかしグレイホーク市への新参者達の多くは貧窮した難民か、あるいは市を単にフラネス全体に対する策略と陰謀を企てるための拠点として使う者達である。特に、緋色団による隠密活動に関する絶え間ない噂が存在する。
従って、自由都市にとっての戦後の状況は混乱している。グレイホークの財政はザギグの失踪以後で最も良い状態にあるが、市は政治的な不安定要因と犯罪活動の増加から生じる重大な課題に直面している。

### 地理
グレイホーク自由都市は、惑星オアース上に存在するオアリク大陸の東端部であるフラネス地方の中央に位置している。都市はニル・ディヴ湖から南の羊毛湾へ向かうセリンタン川沿いの土地、ケルン丘陵の大部分、ナーリー森の一部、荒野海岸の北部、アバー＝オーズ丘陵の一部といった広大な土地を支配している。この地域全体は公式にグレイホーク直轄領として知られている。直轄領の東部はアバー＝オーズ丘陵と境界を接しており、西の境界はナーリー森の内部にある。グレイホーク市の南方でセリンタン川沿いの地域はグレイホーク平野として知られている。

#### 居住地
いくつかの居住地がグレイホーク直轄領に存在する。
- ブラックストーン
- ダイアモンド・レイク
- エルムシャイア
- エリー・クロッシングス
- エリーベンド
- グレートロック
- グレイホーク市
- グレイスメア
- グロセットグロッテル
- ハードバイ
- メイジポイント
- ナーウェル
- ワン・フォード
- ファンドリッシュ
- セイフトン
- スチーミング・スプリングス
- ツー・フォード

### 国民

#### 人口
CY589年以降、市自体の人口は69,500に達し、オアースで最も大きな都市の1つとなった。グレイホーク直轄領全体の人口はおよそ160,000であり、 これは大きな町であるセイフトン（6,100人）、ハードバイ（5,100人）、エルムシャイア（4,000人）の人口を含んだものである。

#### 宗教
グレイホーク自由都市には多くの神格の寺院と神殿が存在する。ベイオリー、ボカブ、セレスティアン、コアロン・ラレシアン、アローナ (グレイホーク)、ファラングン、きらめく黄金のガール、ハイローニアス、イスタス、コード、クレル、リーア、モラディン、ノレーボ、オーバド・ハイ、オリダマラ、オスプレム、ペイロア、フォルタス、プロカン、ラリシャズ、ラオ、聖カスバート、トライセリオン、ウーラ (グレイホーク)、ウィー・ジャス、ゼルボ (グレイホーク)、ヤンダーラ、ジルカス。邪悪な神格や悪魔への崇拝は禁じられており、そのようなカルトの信者は存在するかもしれないが、公然とした活動は行っていない。この都市で基盤を確立した邪悪な宗教で、最近知られているものは以下の通りである。インキャビュロス、アイウーズ、ネルル、ヴェクナ。
更に多くの神格が、グレイホーク直轄領の他の居住地で崇拝されている。グレイホークの神格一覧を参照せよ。

#### 言語
グレイホーク市と直轄領の大部分で最も広く使われている言語は共通語であるが、エルムシャイア、グレイスメア、グロセットグロッテルのような人間以外の人口割合が高い居住地では他の言語が使用されている。

### 政治形態

#### 行政
グレイホーク直轄領には、公式に決められた行政区は存在しない。幾つかの居住地は自由都市の直接統治下にあり、一方その他の居住地は様々な自立度を持つ。注目に値する居住地は以下の通りである。
- グレイホーク自由都市
- ブラックストーン - ケルン丘陵に位置する鉱山町であり、グレイホーク市に直接統治されている。
- ダイアモンド・レイク - ケルン丘陵に位置する鉱山町であり、グレイホーク市に直接統治されている。
- エルムシャイア - ニル・ディヴ湖岸の大きなハーフリングの町であり、セリンタン川の東である。
- グレイスメア - 霧沼の南方に位置するドワーフの要塞である。
- グロセットグロッテル - ケルン丘陵の北西に位置するノームの居住穴群である。
- ハードバイ - 羊毛湾岸でセリンタン川の東に位置する、事実上自治権を持つ小さな港町である。
- メイジポイント - ニル・ディヴ湖岸の小村でエルムシャイアの東に位置し、アーチメイジであるテンサーの保護下にある。
- ナーウェル - 以前の荒野海岸に位置する、内陸部の大きな町である。
- セイフトン - 以前の荒野海岸に位置する小さな港町で、事実上戒厳令下にある。
- スチーミング・スプリングス - ケルン丘陵に位置する鉱山町であり、グレイホーク市に直接統治されている。

#### 行政機関
グレイホークの執政会議はその理事の中から1人を市長として選出し、元首とする。現在の市長はネロフ・ギャスギャルであり、CY571年からこの職にある。市長は執政会議と市長町長領主会議の両者を代表する。元首は、公式に軍の最高司令官でもあるが、実際にはほとんどの場合、警備隊総司令官に指揮を委ねる。

#### 立法機関
グレイホーク自由都市は、市の主要な専門的ギルドと軍を代表する12から18人のメンバーからなる最高執行評議会である執政会議によって統治されている。時として有力なウィザードもしくはクレリックが理事となる場合がある。新たな理事は、空席を埋めねばならない時に現在の理事達によって選出される。
市長町長領主会議は、グレイホーク直轄領内の様々な荘園と町の代表者達の年度集会である。理論的には、この集会で市民達が地域の統治について発言することが許されるが、実際はこの会議には実権はほとんどない。

#### 司法機関
グレイホーク自由都市における大きな法的問題は、執政会議によって任命された8人のグレイホーク裁判官の内の1人によって裁判される。これら8人の内1人はグレイホーク裁判長として選任され、現在その地位にあるのはアントン・パルミリアン卿であり、彼は執政会議の理事かつ法務書記ギルドの代表者でもある。重大な事件の場合、3人のグレイホーク裁判官が担当する場合もある。大きな事件の控訴の場合、3人のグレイホーク裁判官による審理団によって審理されるが、市長が時折3人の内の1人の座につくことがある。
グレイホーク市における小さな問題に関しては、法務書記ギルドの治安判事によって裁判される。

#### 紋章学
この都市の紋章はこのように伝えられる。「黒地に、塔を3つ備えた銀白の城、上から4つずつの環を持つ2本の鎖が山がたに伸び、下部に6つの金貨」。

### 経済

#### 資源
グレイホーク自由都市は、鉄、宝石、銀などのような多大な鉱物資源を直轄領にもたらす、ケルン丘陵の大部分を支配している。
隣接するグレイホーク城には大規模なダンジョンが存在し、フラネス中から冒険者と商人をグレイホーク直轄領に引き寄せる。そのためこの城は貿易、税金、財宝のかたちでこの都市に経済的利益を生み出している。

#### 貨幣
グレイホーク直轄領の標準貨幣制度は白金貨プレート(pp)、金貨オーブ(gp)、琥珀金貨ラッキー(ep)、銀貨ノーブル(sp)、銅貨コモン(cp)である。白金貨のプレートだけが正方形であり、その他の貨幣は円形である。現在の貨幣制度は以前の制度を改定したものであり、以前は銅貨未満の貨幣である青銅貨ジーズ、真鍮貨ビッツ、鉄貨ドラブスが存在した。

### 輸送手段
幾つかの道がグレイホーク直轄領の居住地同士をつないでいる。高地道（グレイホーク市からエルムシャイアまで）、アーンスト道（高地道からアーンスト英公国まで）、西方道（セリンタン川のフォード砦からダイヴァースまで）、河川道路（セリンタン川沿いに南からグレイホーク市まで）などが挙げられる。
セリンタン川は最大級の遠洋航海船以外の全ての船舶がニル・ディヴ湖から羊毛湾まで航行可能なため、多くの河川交通がセリンタン川に沿って存在する。より小型の船舶はエリー川とニーン川を航行している。

#### エイブル・カーター
エイブル・カーターは駅馬車会社でありエリック・モナによって創作され、最初に登場したのは2000年のRPGAの冒険モジュールであるリバー・オブ・ブラッド においてであった。この会社はグレイホーク市、ハードバイ、ダイアモンド・レイク、ブラックストーン、エルムシャイア、スチーミング・スプリングス、ナーウェル、セイフトン、ダイヴァースに駅馬車宿を持ち、それらの間を駅馬車網でつないでいる。

### 軍事
グレイホーク直轄領の兵力は形式的には市長の権限下にあるが、通常は直轄領の最高階級の武官である、警備隊総司令官―都市の寡頭制指導者の一員の座にもついている―に指揮される。現在の総司令官はティグラン・ゲルナーである。
グレイホークの軍隊は幾つかの部隊で構成される。
- ケルン丘陵部隊シヌス・バリントン隊長の指揮下
- グレイホーク山岳部隊、カースターン・ジェロンテン隊長の指揮下
- ハードバイ海兵隊、ウィルブレム・カリスターの指揮下
- ナーウェル・ヘッドハンターズ
- セイフトン守備隊、チューリン・デスストーカー隊長の指揮下
- 「ウォーター・ラッツ」